# John Pulman
John Pulman (12 de dezembro de 1923 – 25 de dezembro de 1998) foi um jogador profissional de snooker, que dominou a modalidade ao longo da década de 1960.
Pulman ganhou em 1946 o título de amador mas cedo se tornou um jogador profissional. O seu primeiro título profissional foi o evento The Empire News em 1951. 
Entre os anos 1953 e 1963 não houve qualquer Campeonato Mundial de Snooker, apenas o World Matchplay que dizia-se então ser um substituto do campeonato mundial. Em 1955 consegue alcançar a final desse torneio, mas perde-a para Fred Davis. Em 1956, a história repete-se e Davis volta a vencer Pulman de novo na final do World Matchplay. Finalmente em 1057 Davis não conseguiu atingir a final e Pulman pôde ganhar o título que já havia tentado conquistar. 
Em 1964, recomeçou de novo o Campeonato Mundial de Snooker com uma partida base, entre Pulman e Fred Davis que foi ganha por Pulman. Ao longo de quatro anos e até 1968 foi apenas realizada uma partida e não um torneio e em todas as partidas realizadas até 1968 Pulman conseguiu defender o seu título, sendo a última partida disputada entre Pulman e Eddie Charlton em que venceu Pulman.
Em 1969 os organizadores decidem optar pela realização de um torneio e foi aí que Pulman não conseguiu mais defender o seu título. Chegou à final em 1970 mas perdeu-a para Ray Reardon.
John Pulman retira-se da prática da modalidade em 1982, altura em que se junta à BBC como comentador. Pouco tempo depois junta-se à ITV onde passa a comentar ao lado de Dennis Taylor, Mark Wildman, Ray Edmonds e Jim Meadowcroft. Ele manteve a liderança como comentador do canal até 1992, ano em que o canal descarta o desporto.
Pulman morreu no dia de Natal de 1998, após uma queda nas escadas de sua casa.

## Torneios ganhos
- News of the World Championship - 1954, 1957
- Campeonato Mundial de Snooker - 1964 (duaz vezes), 1965 (três vezes), 1966, 1968
- World Matchplay - 1957